# San Martín de Pusa (kommunhuvudort)
San Martín de Pusa är en kommunhuvudort i Spanien.   Den ligger i provinsen Toledo och regionen Kastilien-La Mancha, i den centrala delen av landet, 110 km sydväst om huvudstaden Madrid. San Martín de Pusa ligger 503 meter över havet och antalet invånare är 790.
Terrängen runt San Martín de Pusa är huvudsakligen platt, men österut är den kuperad. Runt San Martín de Pusa är det glesbefolkat, med 18 invånare per kvadratkilometer. Närmaste större samhälle är Los Navalmorales, 6,6 km söder om San Martín de Pusa. Omgivningarna runt San Martín de Pusa är i huvudsak ett öppet busklandskap.